# Сорага ди Фаса
Сора̀га ди Фа̀са (на италиански: Soraga di Fassa, официално до 2017 г. так като на ладински: Soraga, Сорага) е село и община в Северна Италия, автономна провинция Тренто, автономен регион Трентино-Южен Тирол. Разположено е на 1220 m надморска височина. Населението на общината е 701 души (към 2018 г.).